# Selechohemecus olsoni
Selechohemecus olsoni är en plattmaskart. Selechohemecus olsoni ingår i släktet Selechohemecus och familjen Sanguinicolidae. Inga underarter finns listade i Catalogue of Life.